# 所でナンじゃこりゃ!?
『所でナンじゃこりゃ!?』（ところでナンじゃこりゃ!?）は、2014年からテレビ東京系列で制作・放送されている特別バラエティ番組。

## 概要
国内外を問わず、思わず「ナンジャこりゃ!?」と叫びたくなる自然、建物、人間等を現地取材し、視聴者が疑問に感じるナゾを徹底調査して解明する番組。 
主に、番組改変期や年末年始の金曜日夜の時間帯に放送されているが、第4弾から第7弾までは『土曜スペシャル』枠で放送された。2018年と2020年は制作・放送されなかった。

## 出演者
- MC：所ジョージ
- 進行：繁田美貴（テレビ東京アナウンサー、1～12、14～20）、古旗笑佳（テレビ東京アナウンサー、21）、冨田有紀（テレビ東京アナウンサー、22～23）
- ナレーター：垂木勉

## 放送リスト
| 回数 | 放送日          | 放送時間      | タイトル | ゲスト                                                                   | 備考 |
| ---- | --------------- | ------------- | --- | ------------------------------------------------------------------------ | --- |
| 1    | 2014年 1月31日  | 20:54 - 22:48 | 所でナンじゃこりゃ!? | 伊集院光、坂口杏里、SHELLY、鈴木福、森永卓郎                             | |
| 2    | 6月6日          | 20:54 - 22:48 | 所でナンじゃこりゃ!? | 天野ひろゆき（キャイ～ン）、SHELLY、本村健太郎、八代亜紀、小林星蘭       | 照英がリポーターを勤めた。 |
| 3    | 11月14日        | 20:54 - 22:48 | 所でナンじゃこりゃ!?3～世界中から滅多に見られないモノを集めました～                                                                | 瀬川瑛子、キャイ～ン、小島瑠璃子、鈴木奈々                               | |
| 4    | 2015年 11月25日 | 18:30 - 20:54 | 所でナンじゃこりゃ!?4 世界中から滅多に見られないモノ集めましたSP                                                                   | 高橋茂雄（サバンナ）、舟山久美子、ボビー・オロゴン、本田望結、山村紅葉   | 『土曜スペシャル』枠で放送 照英、内藤大助、スギちゃんがリポーターを勤めた。                                                                                                  |
| 5    | 2016年 4月2日   | 18:30 - 20:54 | 所でナンじゃこりゃ!? | 黒谷友香、鈴木福、武井壮、吉村崇（平成ノブシコブシ）                     | 『土曜スペシャル』枠で放送 照英がリポーターを勤めた。 |
| 6    | 7月2日          | 18:30 - 20:54 | 所でナンじゃこりゃ!?～世界中から滅多に見られないモノを集めました～                                                                 | 井上裕介（NON STYLE）、寺田心、澤部佑（ハライチ）、岡田結実              | 『土曜スペシャル』枠で放送 |
| 7    | 10月15日        | 18:30 - 20:54 | 所でナンじゃこりゃ!?～世界中でスゴイの撮れましたSP～                                                                               | 小峠英二（バイきんぐ）、寺田心、澤部佑（ハライチ）、滝沢カレン、西村知美 | 『土曜スペシャル』枠で放送 |
| 8    | 12月25日        | 18:30 - 21:54 | 「所さんのビックリ村!〜こんなトコロになぜ?〜」×「所でナンじゃこりゃ!?」合体SP～クリスマスの夜は所さんと世界を驚きっぱなし3時間半～ | キャイ～ン、SHELLY、寺田心                                               | 二本立ての前半 照英、武蔵がリポーターを勤めた。 |
| 9    | 2017年 9月26日  | 18:55 - 20:54 | 世界!なんじゃこりゃ!?【海底から宇宙まで!奇跡の絶景探検SP!】                                                                        | 上川隆也、夏菜                                                           | ナレーターは多比良健が勤めた。 また、この回のみ火曜日に放送された。 |
| 10   | 2019年 1月11日  | 20:54 - 22:48 | 所さんも驚いた!世界の「ナンじゃこりゃ!?」奇跡の光景&大探検SP!                                                                      | 泉谷しげる、若槻千夏                                                     | |
| 11   | 2021年 9月10日  | 19:55 - 21:48 | 所でナンじゃこりゃ!?【アノ大ヒット商品&世界のフシギ映像連発SP】                                                                    | 吉村崇（平成ノブシコブシ）、岡副麻希                                     | 照英がリポーターを勤めた。 |
| 12   | 12月10日        | 19:55 - 21:48 | 所でナンじゃこりゃ!?【アノ有名企業の秘密&世界中のフシギ映像大連発SP】                                                              | 柴田英嗣（アンタッチャブル）、河北麻友子                                 | チャンカワイ（Wエンジン）、別府ともひこ（エイトブリッジ）がリポーターを勤めた。                                                                                              |
| 13   | 2022年 3月4日   | 19:55 - 21:48 | 所でナンじゃこりゃ!?【アノ大ヒット商品の秘密を公開&世界のフシギ映像連発】                                                          | 柴田英嗣（アンタッチャブル）、河北麻友子                                 | 繁田はこの回は欠席。 |
| 14   | 7月8日          | 19:25 - 21:48 | 所でナンじゃこりゃ!?【世界の衝撃映像連発&ヒット商品の秘密を大公開】                                                                | 柴田英嗣（アンタッチャブル）、河北麻友子                                 | 同日午前に安倍晋三銃撃事件が発生、テレビ各局が予定を変更して事件についての緊急報道特別番組を夜半まで放送した中、テレビ東京だけは通常放送を行い、本番組も予定通り放送された。 |
| 15   | 10月21日        | 19:25 - 21:48 | 所でナンじゃこりゃ!?【世界の衝撃映像連発&国民的ヒット商品の秘密大公開】                                                            | 柴田英嗣（アンタッチャブル）、河北麻友子                                 | |
| 16   | 2023年 3月17日  | 20:00 - 21:58 | 所でナンじゃこりゃ!?【世界の衝撃映像連発&国民的ヒット商品の秘密大公開】                                                            | 沢村一樹、高橋ひかる、長谷川忍（シソンヌ）                               | |
| 17   | 7月14日         | 19:55 - 21:48 | 所でナンじゃこりゃ!?【世界の衝撃映像&陸にも海にも巨大穴SP秘密を徹底調査】                                                          | 吉村崇（平成ノブシコブシ）、山之内すず                                   | じゅんいちダビッドソンがリポーターを勤めた。 |
| 18   | 10月13日        | 19:55 - 21:48 | 所でナンじゃこりゃ!?衝撃映像&地球最後の楽園&世界一美しい川を大調査                                                                 | 飯尾和樹（ずん）、井桁弘恵                                               | 照英がリポーターを勤めた。 |
| 19   | 12月22日        | 19:55 - 21:48 | 所でナンじゃこりゃ!?世界の不思議28連発!想像を越えた生活をする民族に密着                                                            | 長谷川忍（シソンヌ）、河北麻友子                                         | |
| 20   | 2024年 7月5日   | 20:00 - 21:54 | 所でナンじゃこりゃ!?沖縄・古宇利島の水深40m海底の謎&秘境で撮影奇跡の雲海                                                           | 長谷川忍（シソンヌ）、松村沙友理                                         | 照英、西村瑞樹（バイきんぐ）がリポーターを勤めた。 |
| 21   | 10月4日         | 19:55 - 21:54 | 所でナンじゃこりゃ!?奇跡！雲の滝&熱海に海底遺跡を発見!?SP                                                                          | 長谷川忍（シソンヌ）、松田好花（日向坂46）                               | 川村エミコ（たんぽぽ）、ハシヤスメ・アツコ、土佐兄弟、ワタリ119がリポーターを勤めた。 また、進行は古旗笑佳（テレビ東京アナウンサー）が勤めた。                               |
| 22   | 2025年 1月10日  | 19:25 - 21:54 | 所でナンじゃこりゃ!?デタ!!琵琶湖から平安の土器&10年に一度の絶景                                                                    | オダギリジョー、長谷川雅紀（錦鯉）、若槻千夏                             | 照英、西村瑞樹（バイきんぐ）、川村エミコ（たんぽぽ）、土佐兄弟、ワタリ119がリポーターを勤めた。 また、進行は冨田有紀（テレビ東京アナウンサー）が勤めた。                     |
| 23   | 4月4日          | 19:55 - 21:54 | 所でナンじゃこりゃ!?パラオ恐怖と神秘の海底＆ファミマヒット商品の秘密SP                                                             | 長谷川忍（シソンヌ）、河北麻友子                                         | 土屋アンナ、大家志津香がリポーターを勤めた。 また、進行は冨田有紀（テレビ東京アナウンサー）が勤めた。                                                                        |